# 布濟夫
50°18′54″N 31°12′47″E / 50.31500°N 31.21306°E

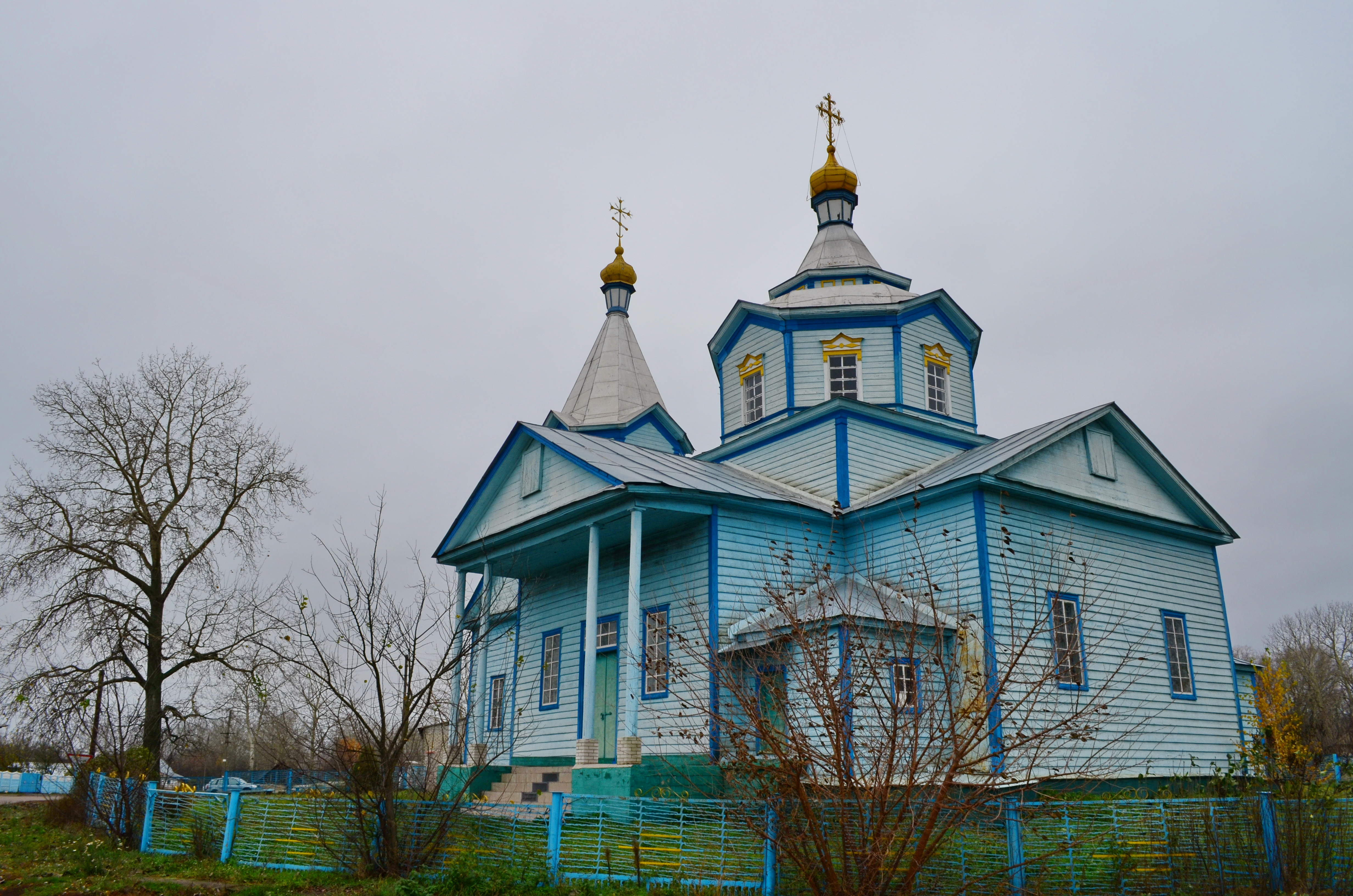

布濟夫（烏克蘭語：Бзів）是位於烏克蘭北部的村莊，由基辅州布羅瓦里區的巴里希夫卡市鎮負責管轄。該村始建於1780年，面積2.82平方公里，海拔高度100米，2023年人口800，人口密度每平方公里321.3人。